# Endling

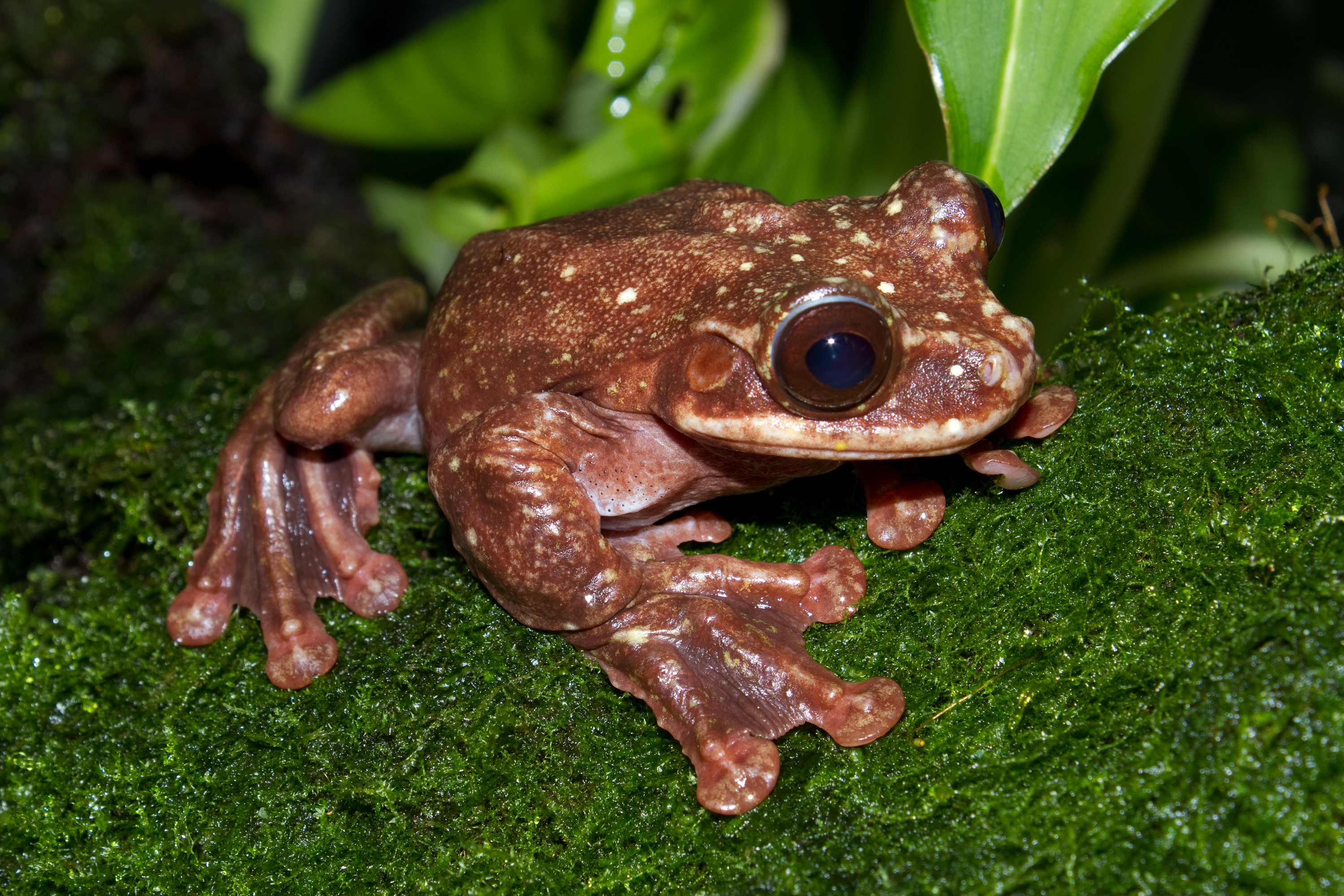
Ein Endling als der letzte seiner Art, hier ist Toughie zu sehen.

Endling ist ein aus dem englischen Sprachraum stammendes Wort für einen letzten Überlebenden.

## Verwendungen im Diskurs
Eine erste Erwähnung findet sich in Nature, Ausgabe vom April 1996, im Kontext zur Bezeichnung eines Individuums, welches das letzte bekannte lebende seiner biologischen Art ist. Das National Museum of Australia verwendete diesen Begriff prominent in einer 2001 kuratierten Ausstellung mit ebendieser Bedeutung.
Nach diesen beiden nachweisbaren frühen Fundstellen gibt es weitere Verwendungen, die sich auch nicht mehr auf das reine naturwissenschaftliche Spektrum beschränken. Neben Verwendungen in einem Werk zur australischen Ornithologie, The last flight of the Emu, wird das Wort auch im selben Sinn für die Letzten ihrer Art in einer Fernsehserie aus kanadischer Produktion (Endlings) verwendet. Im teils übertragenen Sinn, zur Vermittlung eines „unermesslichen Gefühls von Bedauern und Trauer“, findet sich Endling als Titel einer Symphonie des australischen Komponisten Andrew Schultz wieder.

“This piece flows from a feeling of immense regret and sorrow about all that has been lost from the face of the earth. Beautifully adapted plants, animals and societies that are no more and have been replaced by what? A world of ugliness, material obsession, perpetual and pointless change, and the hideous ‘marketing’ of everything from a symphony to a child’s smile. And we are all utterly caught up in it, in the post-God world, where even repudiation is another category fit for commercial exploitation. There is only a stoic solitude – the resignation of the endling – and the pure core of human experience to sustain us.”

„Das Werk entspringt aus einem unermesslichen Gefühl von Bedauern und Trauer ob all dem, das vom Antlitz der Erde verschwunden ist. Wundervoll angepasste Pflanzen, Tiere und Gesellschaften sind nicht mehr, und durch was wurden sie ersetzt? Eine Welt der Hässlichkeit, des Materialismus, des ewigen und sinnlosen Wandels sowie des abscheulichen ‚Marketings‘ von Allem und Jedem, von einer Symphonie bis hin zu einem kindlichen Lächeln. Und wir sind darin komplett verfangen, in der post-religiösen Welt, in der auch Ableugnung nur eine weitere Kategorie der kommerziellen Ausbeutung ist. Es bleibt nur noch stoische Einsamkeit – die Resignation des Endlings – und der reine Kern menschlicher Erfahrung, um uns Kraft zu geben.“

Diese Art der Verwendung, mit einem politischen Unterton, lässt sich beispielsweise auch über Presseberichte nachweisen:

“There’s a wonderfully Tolkien-esque word for the last animal of a species: an ‘endling’. Their stories are always fascinating and usually don’t reflect at all well on humans.”

„Es gibt ein wundervoll Tolkien-haftes Wort für ein letztes Tier seiner Art: ein ‚Endling‘. Ihre Geschichten sind immer fesselnd und werfen für gewöhnlich kein gutes Licht auf den Menschen.“

## Beispiele für „Endlings“ im 20. und 21. Jahrhundert
Bereits gestorben (somit erloschene Arten):
- Wandertaube Martha, gestorben am 1. September 1914
- Beutelwolf Benjamin, gestorben am 7. September 1936
- Schwarze Strandammer Orange Band, gestorben am 18. Juni 1987[8]
- Galápagos-Riesenschildkröte Lonesome George, gestorben am 24. Juni 2012
- Laubfrosch Toughie, letztes Exemplar der Art Ecnomiohyla rabborum, gestorben am 26. September 2016
- Oahu-Baumschneckenart Achatinella apexfulva George, gestorben am 1. Januar 2019[9]